# استوارت (دهانه)
استوارت یک دهانه برخوردی در ماه‌ است.